# Marcus Vinícius Cesário
Marcus Vinícius Cesário, ou simplesmente Marcus Vinícius (Ribeirão Preto, 22 de março de 1985), é um ex-futebolista brasileiro que atuava como zagueiro.
Foi formado nas categorias de base do Corinthians. Fez sua estreia no time principal em 3 de agosto de 2003 na partida Paraná 1 x 1 Corinthians. Apesar de pouco utilizado no ano de 2005, esteve presente na conquista do Campeonato Brasileiro de 2005. No ano de 2006, Marcus Vinícius teve bons jogos com a camisa alvinegra e mostrou disciplina na zaga recebendo algumas propostas de clubes da Europa. No Timão, Marcus Vinícius nunca conseguiu se firmar como titular. Jogou no (İstanbul Büyükşehir Belediyespor) (Turquia) como titular da zaga e foi considerado um dos grandes zagueiros no campeonato turco.